# Santee (Kalifornia)
Santee város az USA Kalifornia államában, San Diego megyében. Lakosainak száma 60 037 fő (2020. április 1.).

## Népesség
A település népességének változása:
| Lakosok száma | 21 107 | 53 413 | 60 037 |
|               | 1970   | 2010   | 2020   |